# Trauzeuge
Ein Trauzeuge ist eine benannte Person, die bei einer Eheschließung anwesend ist und diesen Rechtsakt durch Unterschrift bezeugt.

## Standesamtliche Trauung

### Rechtliche Situation in Deutschland
Zur standesamtlichen Trauung sind in Deutschland seit dem 1. Juli 1998 keine Zeugen mehr vorgeschrieben. Nach § 1312 BGB können von den Eheschließenden jedoch bis zu zwei benannt werden. Analoges galt bei der Begründung einer gleichgeschlechtlichen Lebenspartnerschaft nach dem Lebenspartnerschaftsgesetz (LPartG § 1, Abs. 2).
In der DDR gab es seit 1955 keine Trauzeugen mehr, mit dem Wegfall des DDR-Rechts im Zuge der Wiedervereinigung wurden diese zunächst für das Beitrittsgebiet wieder eingeführt.
Trauzeugen haben jedoch keine gesetzlich festgelegten Verpflichtungen.

### Rechtliche Situation in Österreich
In Österreich sind zwei Trauzeugen vorgeschrieben. Seit 1. November 2013 kann laut § 18 Abs. 3 Personenstandsgesetz 2013 (PStG 2013) die Trauung ohne oder mit nur einem Zeugen vorgenommen werden, wenn beide Verlobte dies erklären.
Im Falle einer Eingetragenen Partnerschaft sind keine Zeugen vorgesehen. Der Verfassungsgerichtshof hat jedoch im Jänner 2013 in seiner Entscheidung B 125/11 und B 138/11 klargestellt, dass auf Wunsch der Partnerschaftswerber zwei Begleitpersonen eine besondere Stellung einzuräumen und ihnen die Möglichkeit zu geben sei, den Anlass in besonderer Weise mitverfolgen zu können.

### Rechtliche Situation in der Schweiz
In der Schweiz (ZGB Art. 102) sind zwei Trauzeugen vorgeschrieben.

## Kirchliche Trauung
Die römisch-katholische Kirche verlangt gemäß Can. 1108 und Can. 1116 CIC die Anwesenheit zweier Zeugen als Mindestnorm für eine gültige Eheschließung. Denn auch eine kirchliche Trauung ohne Priester ist möglich. Die Trauzeugen haben die Kundgabe des Ehekonsenses entgegenzunehmen und im Kirchenbuch zu testieren. Die Ehe kann auch ohne Priester oder Diakon vor nur zwei Zeugen gültig geschlossen werden, wenn entweder Todesgefahr besteht, oder auch, wenn über einen Zeitraum von etwa einem Monat hinweg „vernünftigerweise vorauszusehen ist“, dass ein Priester oder Diakon nicht „ohne schweren Nachteil herbeigeholt“ oder um die Assistenz gebeten werden kann. Dem zuständigen Pfarrer ist die so geschlossene Ehe zu melden. Auch können nach Can. 1112 Laien zur Eheschließungsassistenz delegiert werden, wo Priester und Diakone fehlen.
In der evangelischen Kirche wird die Gültigkeit einer zivilen Eheschließung anerkannt und ist Voraussetzung für eine anschließende kirchliche Segensfeier, bei der Trauzeugen anwesend sein können, aber nicht vorgeschrieben sind.

## Traditionen
In der Regel wird ein Trauzeuge von der Braut, ein weiterer vom Bräutigam bestimmt. Die Platzierung der Trauzeugen ist nicht vorgeschrieben. Wenn ein Ringwechsel stattfindet, übernimmt üblicherweise zuvor die Trauzeugin den Brautstrauß der Braut, während der Trauzeuge dem Bräutigam die Ringe reicht. Aber auch hier gibt es Variationen.
Es kann Brauch sein, dass ein Trauzeuge sich um die Organisation des Junggesellenabschiedes kümmert. Ein weiterer Brauch ist die sogenannte Trauzeugenrede.
Im 19. Jahrhundert war der Begriff Schemelführer für den Trauzeugen üblich, denn es war seine Aufgabe, die Braut zum Trauschemel zu führen.
Im anglophonen Sprachraum gibt es einen Trauzeugen des Bräutigams. Der sogenannte „best man“ ist meist sein bester Freund. Bei der Trauzeremonie ist er stets an der Seite des Bräutigams, reicht ihm den Ehering für dessen Braut und für gewöhnlich hält der „best man“ eine witzige Rede über den Bräutigam.